# Hebban olla vogala

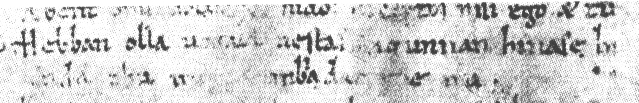
Hebban olla vogala…

Hebban olla vogala és el començament d'un dels texts més antics que es coneix en neerlandès. Fou trobat el 1932 al marge d'un manuscrit llatí que provenia de l'abadia de Rochester (a Kent) si bé es guardava a Oxford. Es creu que fou escrit el segle xii, tot i que podria ser encara més antic.
El text complet és:
Hebban olla vogala nestas hagunnan hinase ic andu thu. Wat unbidan we nu?
que es podria traduir al català com:
Tots els ocells han començat els nius excepte jo i tu. Què esperem ara?
Compari's el text original amb la versió en neerlandès actual:
Hebben alle vogels nesten begonnen, behalve ik en jij. Waarop wachten we nu?
Tradicionalment s'havia interpretat com a gargots fets per un monjo tot provant la ploma. Investigacions recents realitzades per Frits van Oostrum, de la Universitat d'Utrecht, aventuren però la possibilitat que tingui relació amb poesia femenina, més concretament d'origen morisc (de la península Ibèrica); no per la llengua sinó pel contingut. En tot cas, la seva antiguitat i precari estat de conservació en fan la lectura difícil, i no és clar que cada lletra transcrita sigui la correcta.
Una altra possible interpretació que en trenca la visió ortodoxa és la que sosté el professor belga Luc de Grauwe, segons la qual les frases no serien neerlandès sinó anglès antic. Cal recordar que l'anglès actual està fortament influït per les llengües romàniques, especialment el francès normand, i que patí una immensa simplificació gramatical, però que originàriament s'assemblava molt a una altra llengua germànica occidental, el frisó.